# Pérdidas de las líneas eléctricas

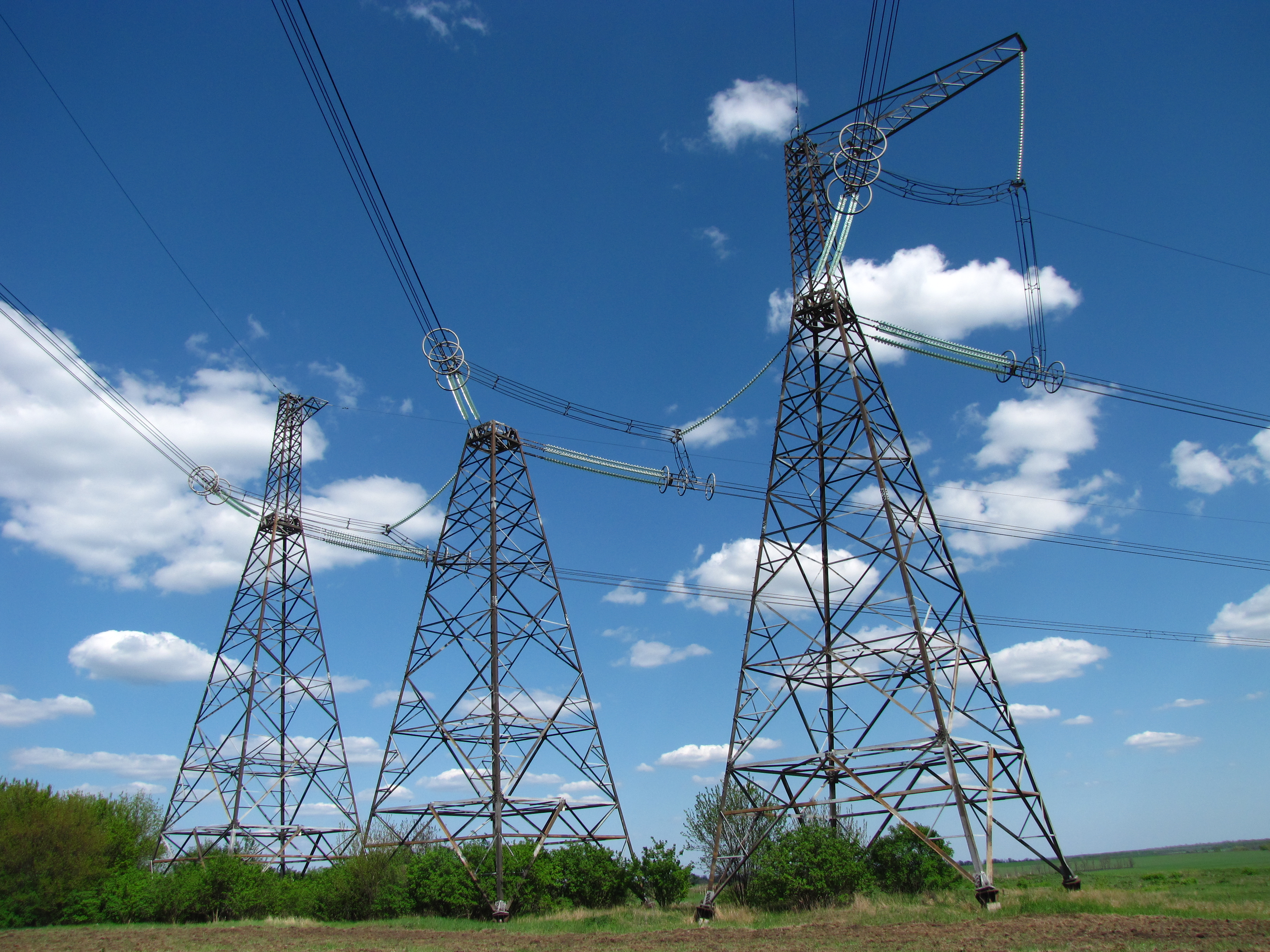
Parte de una línea eléctrica

La pérdida de una línea eléctrica es la diferencia entre la energía inyectada en el comienzo de la línea y la extraída al final de la línea. Esto ocurre porque el material por el que discurre la corriente eléctrica ofrece una resistencia a su paso, y esta resistencia hace que parte de la energía se disipe en forma de calor (efecto Joule). Esta pérdida se puede observar fácilmente: tras usar cualquier aparato eléctrico de cierta potencia, y desconectar su enchufe de la toma de la pared, podremos notar que el enchufe está algo caliente. 
Las pérdidas de las líneas eléctricas representan una parte de la energía eléctrica que se pierde en la red eléctrica desde que la electricidad es generada hasta que es consumida. Pueden ser activas o pasivas. Las pérdidas pasivas de las líneas son tanto mayores cuanto más largas son las líneas, cuanta mayor resistencia eléctrica presenten los cables a la circulación de los electrones y cuanto más baja sea la tensión eléctrica (el voltaje). Por ello las líneas de transmisión a larga distancia suelen ser de alto voltaje, para reducir estas pérdidas. 
También son importantes las pérdidas por cortocircuitos en ciertas redes (p. ej. en las cajas de conexiones), y sobre todo en los ambientes húmedos y salados (el agua salada conduce mejor la electricidad). Es el caso después de las tempestades que han podido llevar nieblas saladas a grandes distancias del mar, y depositarlas sobre los aislantes (de catenarias de ferrocarriles electrificados, por ejemplo), lo que propicia la derivación a tierra de una parte sustancial de la corriente eléctrica.

## Historia
Desde el siglo XIX se conoce cómo transportar grandes cantidades de energía en forma de corriente eléctrica, pero no sin importantes pérdidas si las distancias son grandes.
Estas pérdidas se han reducido aumentando la tensión, según el principio —descubierto por el ingeniero francés Marcel Deprez— de que, para la misma cantidad de energía transportada, la pérdida de una línea eléctrica es inversamente proporcional a la tensión. Así, Marcel Deprez, en 1881 en París hace llegar electricidad a más de un kilómetro (1 800 m), y en Múnich, el año siguiente, a aproximadamente 50 km.
En 1883 Grenoble importa corriente de Jarrie-Vizille, a una quincena de kilómetros, con "solo" 6,6 % de pérdidas. 
En 1891 los alemanes transportan una «potencia de 100 CV» (caballos de vapor) de Lauffen am Neckar a Fráncfort del Meno (140 km) y pronto se construye una línea de 16 000 voltios (V) en Italia entre Paderno Dugnano y Milán (33 km).
En 1899 el ingeniero Joachim Estrade une St-Georges, en el departamento francés de Aude, con Carcasona y Narbona mediante una línea de alta tensión de 20 000 V y aproximadamente 100 km.
En 1908, una línea 55 000 V conecta Orlu (Pirineos) con Toulouse, a 155 km, mientras que en Estados Unidos, una central hidroeléctrica en las Cataratas del Niágara es conectada con Buffalo (Nueva York). En 1912 los Estados Unidos duplican este voltaje con una línea de 110 000 V.
En Francia, durante la reconstrucción que sigue a la Primera Guerra Mundial, se construye en 1920 una línea de 150 000 V sobre la red de la Compañía Ferroviaria del Sur. Después aparecen líneas de 220 000 V, antes de que se consideren, en los años 1950-1960, líneas de 440 000 V. En esta época se demuestra también que las líneas de corriente continua (todas las anteriores eran de corriente alterna) tienen muchas menos pérdidas. Se construyen líneas de este tipo en Gran Bretaña y Suecia (entre la Suecia continental y la isla de Gotland, a 100 km). Estas líneas, por un lado ahorran torres, y por otro necesitan menos peso y longitud de los conductores (2 en lugar de 3).

## Aspectos económicos
Deben tenerse en cuenta las pérdidas de las líneas: 
- en el equilibrio oferta-demanda (coste de la producción adicional necesaria para compensar estas pérdidas),
- en el cálculo económico[3] y eléctrico de las «distancias eléctricas equivalentes» para la asignación de estas pérdidas (a los sucesivos usuarios de la red eléctrica, por ejemplo empresas transportistas y empresas distribuidoras), y
- en los costes de transmisión de la electricidad en las redes transfronterizas o compartidas.

## Cálculo de las pérdidas, modelización
Puede modelizarse matemáticamente la cantidad de corriente que circula entre cualquier par de nodos de la red eléctrica, y establecer así los costes de utilización de una red mallada, integrando las pérdidas de las líneas y las congestiones de la red que se producen en el contexto de interconexiones de seguridad y apertura a la competencia.
En Francia, el coste estimado de las pérdidas de las líneas desde 2007 es del 2 al 2,2 % de la energía transportada según el gestor RTE, y del 6 % según el gestor ERDF, que explota aproximadamente el 95 % de la red de distribución (donde las pérdidas son mayores, al funcionar con menos voltaje). Si se incluye el autoconsumo de los transformadores y las pérdidas denominadas "no técnicas" (fraudes, errores humanos, etc.), las pérdidas de electricidad en Francia entre el lugar de producción y el de consumo se acercan al 10 % de media.

## Cómo reducir las pérdidas
Varias soluciones son posibles:
- Disminuir la resistencia eléctrica (medida en ohmios, que no debe confundirse con la resistencia mecánica) de los cables permite reducir las pérdidas de las líneas. Se utilizan metales de buena conductividad eléctrica. El cobre tiene la conductividad más elevada de todos los metales (60·106 S/m) después de la plata (63·106 S/m, aunque mucho más cara que el cobre), pero aun así resulta caro y pesado (con todos los problemas que acarrea el peso para algo que cuelga en el aire) por su gran densidad (9 kg/dm³); por eso se prefiere el aluminio para las líneas aéreas. Con una densidad de 2,7 kg/dm³ y una conductividad de 38·106 S/m, un cable de aluminio de un diámetro solo un 25 % superior a un cable de cobre tiene la misma resistencia eléctrica y pesa 2 veces menos. Un "alma" de acero (núcleo del cable de alta tensión, a cuyo alrededor se arrollan los conductores de aluminio) asegura la resistencia mecánica del cable (que no se rompa por su propio peso ni por fuertes vientos). Se prefiere multiplicar los conductores antes que aumentar su diámetro más allá de una veintena de milímetros, debido al efecto pelicular (cuando un metal conduce corriente alterna, la densidad de corriente es mayor en la superficie que en el centro).

- Consumir la energía eléctrica lo más cerca posible del lugar de generación, y generarla lo más cerca posible de los lugares de consumo, son también medios de reducir las pérdidas de las líneas; la contaminación producida por las centrales térmicas y los riesgos de las centrales nucleares se oponen sin embargo a este acercamiento cuando se trata de grandes centrales, mientras que las pequeñas siempre tienen un rendimiento inferior, lo que anula la disminución de las pérdidas en las líneas. Evitar la electricidad para la producción de calor parece una medida evidente, porque la transformación de calor en electricidad (en las centrales térmicas) y el transporte de esta ocasionan pérdidas muy superiores a las del transporte de combustible. Por ejemplo, si en un territorio frío solo se puede producir electricidad mediante una central de ciclo combinado a gas natural, resultará energéticamente más conveniente hacer llegar también ese gas a hogares y edificios mediante tuberías, para que allí surta a calderas de calefacción, en vez de hacer llegar solo electricidad y que se calienten únicamente con radiadores eléctricos.

- Utilizar corriente continua de alta tensión para las líneas eléctricas, aunque tiene el inconveniente de necesitar voluminosos rectificadores e inversores.[6]

- Aumentar la tensión de las líneas (adaptando por supuesto todos los elementos de aislamiento y funcionamiento al mayor voltaje). Por ejemplo el ejecutivo chino, ante un fuerte aumento del consumo eléctrico, ha construido nuevas centrales (varias de ellas nucleares). Algunas de ellas (de carbón o hidráulicas) se han emplazado cerca de sus fuentes de energía, y por tanto tienen que transportar a largas distancias (a veces millares de kilómetros) la corriente que generan, lo que ocasiona significativas pérdidas. Para disminuirlas, la empresa estatal encargada de la red eléctrica ha construido líneas de tensión ultraalta, de 1 100 kilovoltios (kV, es decir, más de un millón de voltios), e incluso de voltajes todavía mayores,[7] con aparatos de interrupción especiales (de aislamiento gaseoso). Una línea de 1 100 kV y 140 km existe también en Japón, construida por TEPCO.[8]

- La superconductividad (desaparición de toda la resistencia eléctrica a temperaturas cercanas al cero absoluto) es una solución teórica o utilizada en laboratorio o en ciertas instalaciones sofisticadas, pero sigue siendo costosa y también consume bastante energía para mantener el material superconductor a las temperaturas extremadamente bajas a las que tiene esa propiedad. Por eso los esfuerzos de investigación se centran en obtener materiales superconductores "de alta temperatura" (-200 °C, temperatura comparativamente alta respecto a los -270 °C de la superconductividad convencional).

## Importancia
Es importante ser consciente de que las pérdidas se producen y de que hay modos de reducirlas, para así desperdiciar menos electricidad (del 8 a 15 % de la electricidad producida puede perderse en líneas muy largas). Con los medios adecuados para controlar estas pérdidas (revisión de las líneas, renovación de los materiales cuando finaliza su vida útil) se puede a veces evitar el fallo de una línea, o incluso algo peor: un fallo en cascada de toda una red eléctrica.
Las pérdidas por fugas o cortocircuitos suponen además riesgos de accidentes que los operadores de las líneas buscan limitar.

## Videografía
- Cleantech Republic Vidéo, Gestion des énergies renouvelables intermittentes et dispositifs d’effacement Archivado el 25 de abril de 2013 en Wayback Machine., emisión de la cadena televisiva Thema «Ciudad sostenible e inteligente»